# Chrysops obsoletus
Chrysops obsoletus är en tvåvingeart som beskrevs av Christian Rudolph Wilhelm Wiedemann 1821. Chrysops obsoletus ingår i släktet Chrysops och familjen bromsar. Inga underarter finns listade i Catalogue of Life.